# Ентоні Мінгелла
Ентоні Мінгелла (англ. Anthony Minghella; 6 січня 1954,  — 18 березня 2008, Лондон) — британський кінорежисер, сценарист, драматург і актор. 

## Біографічні дані
Мінгелла народився 6 січня 1954 року на острові Вайт у Англії. 
У 1980-х роках працював на BBC, британському телебаченні, редактором дитячого серіалу Grange Hill, згодом писав сценарії до епізодів серіалу «Казкар» і популярного детективного телефільму «Інспектор Морзе».
Мінгелла був одружений з Каролін Чоа, уродженкою Гонконгу, хореографом за фахом. Його син Макс Мінгелла - кіноактор.
Ентоні Мінгелла впродовж кількох років був главою Британського інституту кінематографії.
18 березня 2008 року Ентоні Мінгелла помер внаслідок післяопераційних ускладнень при видаленні раку ротової порожнини.

## Цікаві факти
- Батьки Мінгелли володіли фабрикою морозива.
- Ентоні Мінгелла мав особисті приятельські стосунки з прем'єр-міністром Великої Британії Ґордоном Брауном.
- У 1984 році Асоціація театральних критиків Лондона назвала Мінгеллу драматургом року, що подає найбільші надії.
- У 2010 році вийшов фільм «Нью-Йорк, кохаю тебе», наприкінці якого зазанчено, що стрічку присвячено пам'яті режисера.

## Фільмографія
| Рік  | Назва українською         | Назва мовою оригіналу        |
| ---- | ------------------------- | ---------------------------- |
| 1991 | Правдиво, шалено, глибоко | Truly Madly Deeply           |
| 1993 | Містер Диво               | Mr. Wonderful                |
| 1996 | Англійський пацієнт       | The English Patient          |
| 1999 | Талановитий містер Ріплі  | The Talented Mr. Ripley      |
| 2000 | Play                      | Play                         |
| 2003 | Холодна гора              | Cold Mountain                |
| 2006 | Вторгнення                | Breaking and Entering        |
| 2006 | Дев'яте життя Луї Дракса  | The Ninth Life of Louis Drax |

## Нагороди та номінації
Найвідоміша стрічка Ентоні Мінгелли «Англійський пацієнт» (1996) була відзначена дев’ятьма «Оскарами» та зібрала у світовому прокаті 230 млн доларів. «Пацієнт...» також відзначили двома нагородами «Золотий глобус» та шістьма преміями Британського інституту кінематографії.

## Висловлювання про Ентоні Мінгеллу
- Британський актор Джуд Лоу, який знявся у трьох фільмах Мінгелли, назвав його:

«блискуче талановитим сценаристом та режисером і милою, теплою, яскравою й дотепною людиною».
- Прем’єр–міністр Великої Британії Гордон Браун сказав у спеціальній заяві:

«Він [Ентоні Мінгелла] був одним із найбільших британських творчих талантів, одним із найкращих сценаристів та режисерів».

## Виноски
1. ↑  Талановитий містер Мінгелла. Не стало режисера «Англійського пацієнта» // Боровський Олег, «Україна молода» число 053 за 20 березня 2008. Архів оригіналу за 24 березня 2008. Процитовано 26 березня 2008.